# Rho Gruis
Rho Gruis (ρ Gruis, förkortat Rho Gru, ρ Gru) som är stjärnans Bayerbeteckning, är en ensam stjärna belägen i den mellersta delen av stjärnbilden Tranan. Den har en skenbar magnitud på 4,85 och är synlig för blotta ögat där ljusföroreningar ej förekommer. Baserat på parallaxmätning inom Hipparcosuppdraget på ca 14,2 mas, beräknas den befinna sig på ett avstånd på ca 230 ljusår (ca 71 parsek) från solen.

## Egenskaper
Rho Gruis är en orange till röd jättestjärna av spektralklass K0 III och är en röd jättestjärna som genererar energi genom fusion av helium i dess kärna. Den har en massa som är ca 90 procent större än solens massa, en radie som är ca 10 gånger större än solens och utsänder från dess fotosfär ca 72 gånger mera energi än solen vid en effektiv temperatur av ca 4 700 K.